# Polisportiva Libertas Livorno 1988-1989

## Stagione
Nella stagione 1988-1989 la Libertas – sponsorizzata EniChem – ha disputato il massimo campionato nazionale, chiudendo al secondo posto la regular season e giungendo poi fino alla finale play-off contro l'Olimpia Milano.
La serie si protrasse per la prima volta fino a gara 5, che si disputò a Livorno. La gara terminò 85-86 per i milanesi, ma passò alla storia perché alla Libertas venne annullato l'ultimo canestro di Andrea Forti, decisivo per l'assegnazione del titolo, in quanto il tiro venne effettuato a tempo giudicato scaduto.
Prima di conoscere la decisione ufficiale, tuttavia, era iniziata la festa dei tifosi labronici che avevano invaso il campo: per circa 20 minuti infatti, maturò l'idea che la Enichem fosse campione d’Italia e persino i telecronisti Rai, che in principio avevano annunciato la vittoria di Milano, l'attribuirono poi a Livorno. Gli stessi giocatori della Libertas festeggiarono in campo e nello spogliatoio; ma dopo una discussione tra tavolo e arbitri, all'interno dello spogliatoio di questi ultimi, venne comunicata ai dirigenti livornesi la decisione ufficiale che consegnava il titolo ai lombardi, tra le feroci proteste del pubblico del PalAllende.
In Coppa Italia raggiunse i quarti di finale.

## Roster
Rosa della squadra
|    | Naz.                   | Ruolo | Sportivo            |  |  |  |  |
| -- | ---------------------- | ----- | ------------------- |  |  |  |  |
| 12 | Stati Uniti (bandiera) |       | Wendell Alexis      |  |  |  |  |
| 15 | Stati Uniti (bandiera) |       | Joe Binion          |  |  |  |  |
| 14 | Italia (bandiera)      |       | Flavio Carera       |  |  |  |  |
| 6  | Italia (bandiera)      |       | Walter De Raffaele  |  |  |  |  |
| 10 | Italia (bandiera)      |       | Alessandro Fantozzi |  |  |  |  |
| 20 | Italia (bandiera)      |       | Andrea Forti        |  |  |  |  |
|    | Italia (bandiera)      |       | Gianluca Mantovani  |  |  |  |  |
| 9  | Italia (bandiera)      |       | Andrea Pelletti     |  |  |  |  |
| 11 | Italia (bandiera)      |       | Alberto Pietrini    |  |  |  |  |
| 5  | Italia (bandiera)      |       | Massimo Rossi       |  |  |  |  |
| 7  | Italia (bandiera)      |       | Alberto Tonut       |  |  |  |  |
| 18 | Stati Uniti (bandiera) |       | David Wood          |  |  |  |  |